# فیلیپ کوسیچ
فیلیپ کوسیچ (سیریلیک صربی: Филип Кусић ؛ زاده ۳ ژوئن ۱۹۹۶)، بازیکن فوتبال صربستانی است که در نقش مدافع برای ارتسگبیرگ آئو بازی می‌کند. 